# České Budějovice
České Budějovice ([ˈt͡ʃɛskɛː ˈbuɟɛjovɪt͡sɛ]ⓘ abreviado como Budějovice; en alemán: Budweis, [ˈbʊtvaɪs]ⓘ; en latín: Budovicium) es una ciudad de la República Checa, capital y ciudad más poblada de la región de Bohemia Meridional. Conocida por ser la sede de la cerveza Budweiser Budvar, pero también como una importante ciudad universitaria. La primera parte del nombre, České (bohemos), sirve para diferenciarla de la ciudad morava de Moravské Budějovice (en alemán: Mährisch Budwitz).

## Geografía
Está en el sur de la República Checa, en el centro del valle del río Moldava, en su confluencia con el río Malse.

## Historia

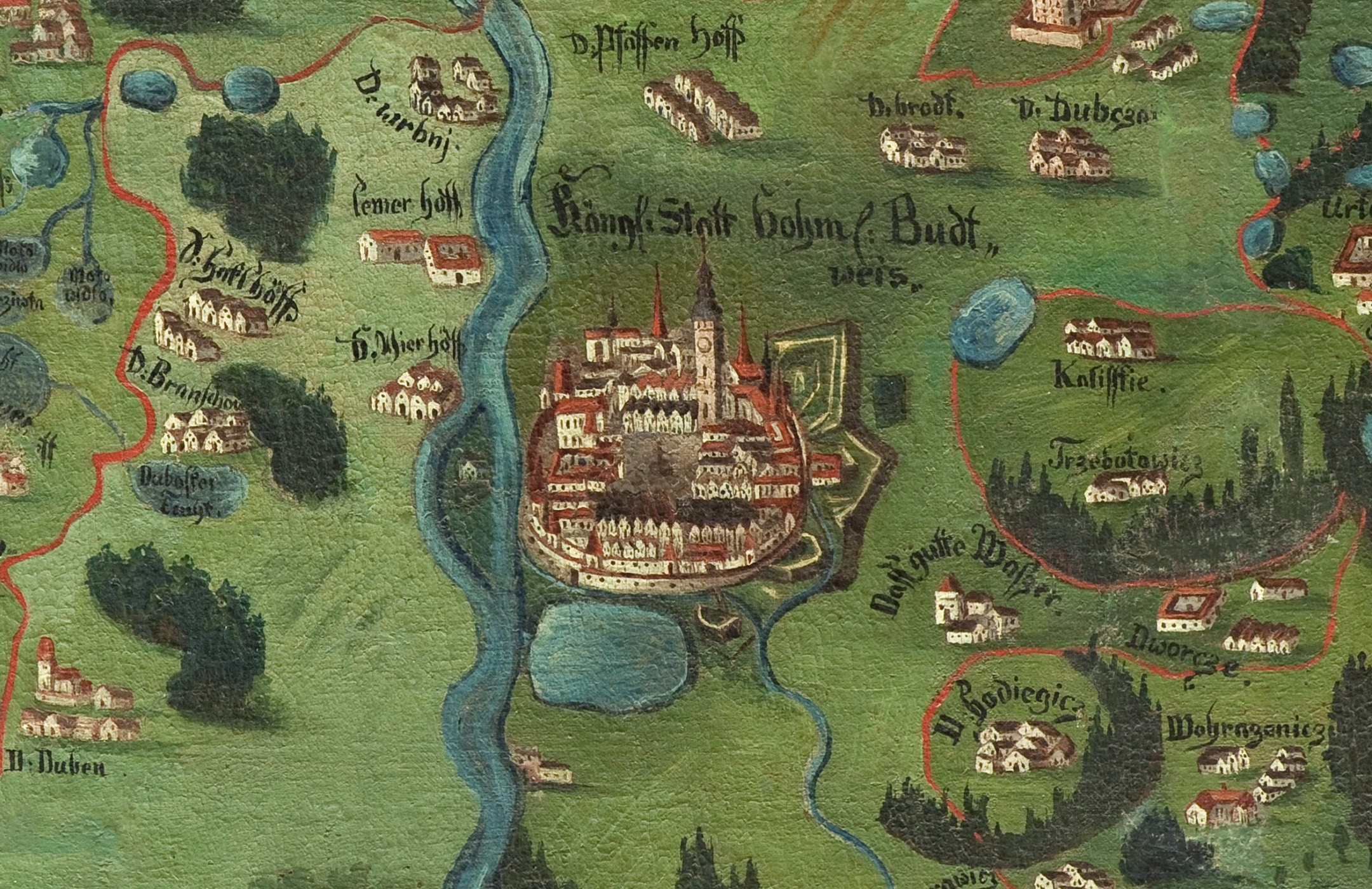
Detalle de la ciudad en un mapa de comienzos del

La ciudad fue fundada en el año 1265 por Hirzo, un caballero del rey de Bohemia Přemysl Otakar II, encargado por el rey de realizar varias fundaciones en la zona, quedando a su criterio la elección de la situación y el diseño. Se trataba de reforzar el poder real en una zona dominada por la familia Rosenberg, una rama de la familia Vítek.
El nombre de la ciudad se deriva de un asentamiento antiguo de nombre Budivojovice, que en checo antiguo hace referencia a levantar los ejércitos. El añadido "bohemos" comenzó a utilizarse en el siglo XV, durante las guerras husitas, tanto en los documentos en checo como en alemán. 
Hasta el final de la Segunda Guerra Mundial una parte importante de la población era de habla alemana.

## Economía
La ciudad es sede de dos importantes cervecerías, Budweiser Budvar y Samson, que exportan al mundo entero. Cuenta con un importante tejido industrial, siendo sede, entre otras, de la fábrica de lápices más importante del país, la Koh-i-Noor Hardtmuth.

## Transporte público
En 1827 se inauguró una línea de vagones sobre raíles con tracción animal (la primera de este tipo fuera de los Estados Unidos) que comunicaba la ciudad con Linz. En la ciudad existe una red de trolebuses y autobuses. 

## Cultura
La ciudad de České Budějovice es el centro cultural de la región de Bohemia Meridional. En ella se encuentran varios museos, como por ejemplo el museo de la cervecería Budvar, el museo de motociclismo o el Museo de Bohemia Meridional. La Universidad de Bohemia del Sur (Jihočeská univerzita v Českých Budějovicích, abreviada en JU ČB, lat. Universitas Bohemiae Meridionalis) fue fundada aquí en 1991. Comprende facultades de Agronomía, Biología, Economía y Pedagogía.

## Monumentos y lugares de interés
- La Plaza de Přemysl Otakar II.
- La Fuente de Sansón.
- La Torre Negra.
- El ayuntamiento.
- La catedral.

El centro histórico

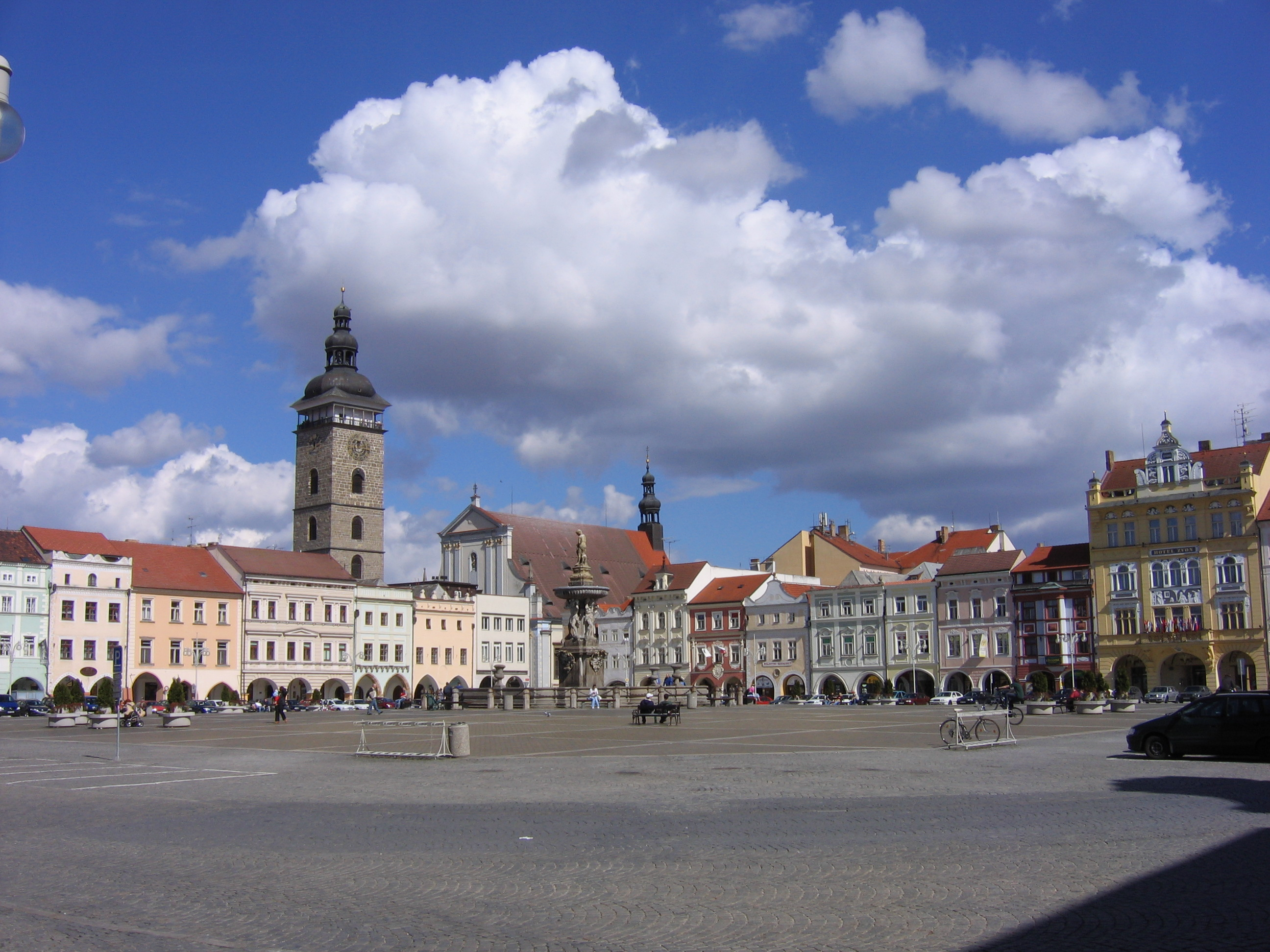
Plaza Přemysl Otakar II con la Fuente de Sansón y la Torre Negra

El centro histórico está bien conservado, con casas medievales, renacentistas y barrocas. El monumento más antiguo es el monasterio situado en la Plaza Piaristické (Piaristické náměstí), donde se encuentra también el antiguo almacén de sal (Solnice) de estilo renacentista.
La plaza central lleva el nombre del fundador de la ciudad, el rey Přemysl Otakar II. Se trata de una de las plazas más grandes del país con unas dimensiones de 133 x 133 m. En la plaza se encuentra la Fuente de Sansón (Samsonova kašna), la fuente barroca más grande del país. Otro monumento importante es la Torre Negra (Černá věž), símbolo de la ciudad, con sus 72 metros. De la época barroca se ha conservado, además de muchas casas de burguesía, el ayuntamiento situado en la Plaza de Přemysl Otakar II.

## Deportes

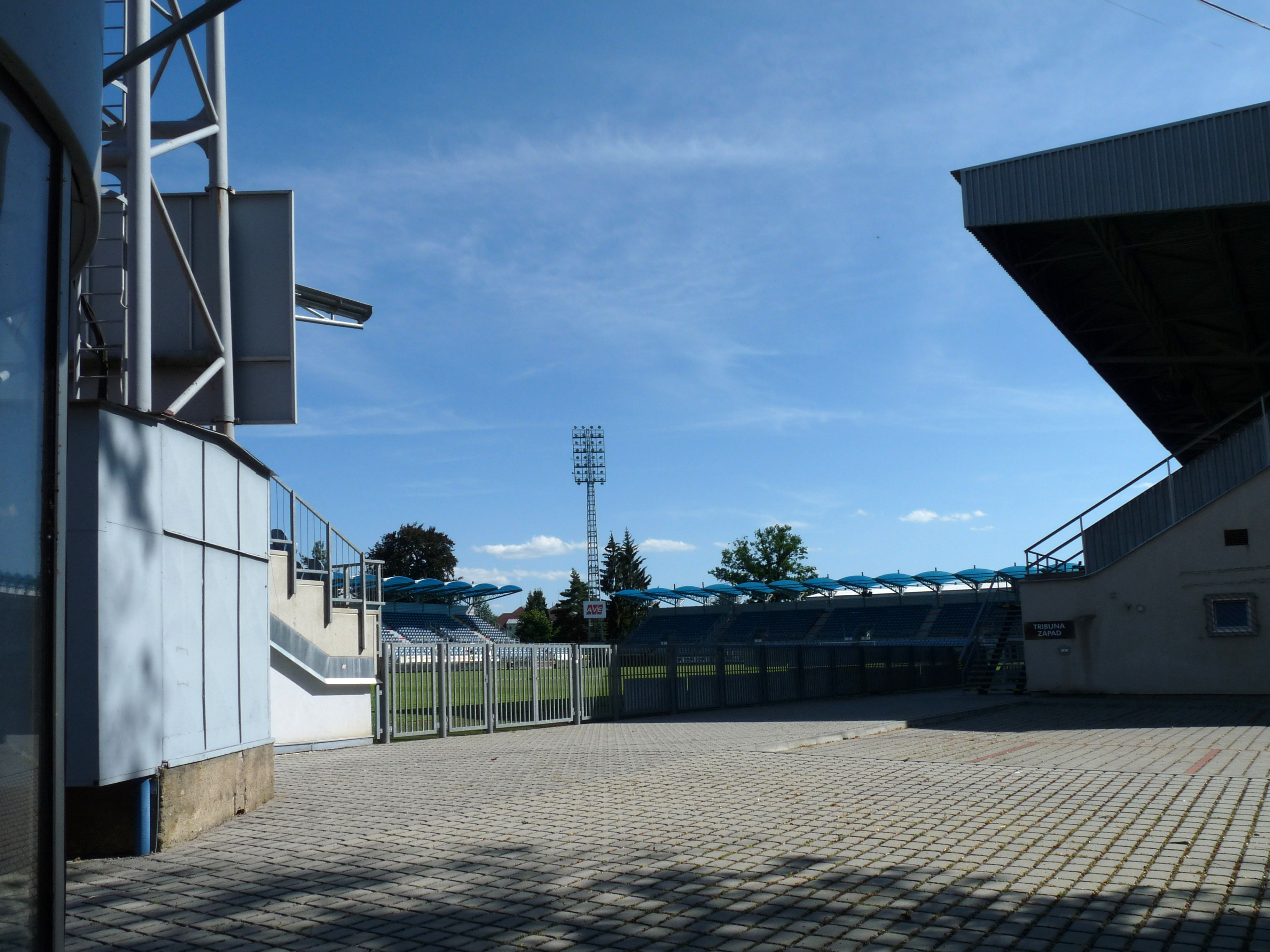
Estadio del Dynamo České Budějovice

- El Dynamo České Budějovice juega en la Fortuna Liga juega en Stadion Střelecký ostrov con capacidad para 6681 espectadores. El equipo también compite en la Copa de la República Checa.[1]

## Ciudades hermanadas
- Almere (Países Bajos)
- Gómel (Bielorrusia)
- Linz (Austria)
- Lorient (Francia)
- Nitra (Eslovaquia)
- Passau (Alemania)
- Suhl (Alemania)